# Carausius debilis
Carausius debilis är en insektsart som beskrevs av Brunner von Wattenwyl 1907. Carausius debilis ingår i släktet Carausius och familjen Phasmatidae. Inga underarter finns listade.